# Mateologia
A Mateologia (mataiología, em grego.  “conversa inútil”) é, dentro da filosofia, o estudo de assuntos complexos o suficiente para serem inalcançáveis para a inteligência humana e, por isso, considerados inúteis. É o estudo do ininteligível ou do absurdo.